# Zgornje Jablane
Zgornje Jablane este o localitate din comuna Kidričevo, Slovenia, cu o populație de 175 de locuitori.